# شکارهای شاهانه در ایران

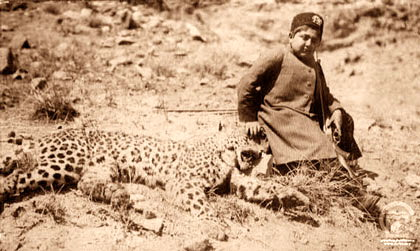
نگاره احمدشاه قاجار پس از شکار یک پلنگ ایرانی

شکار کردن تاریخ دیرینه‌ای دارد که این امر در خاندان‌های حکومتگر ایرانی جایگاه ویژه‌ای دارد. چنان که اگر در تاریخ معاصر ایران و به ویژه زندگی پادشاهان قاجاری دقت شود عمده تنوع آنان که یادگاری از دوران کوچ نشینی و بیابان گردی است همین شکار است.
به قرق کنندگان و نگاهبانان مناطق شکار میرشکار گفته می‌شد.

## دوران قاجار
در بین این پادشاهان ناصرالدین شاه قاجار جلوهٔ استثنایی دارد. وی چندین ماه از سال را با وجود مشکلات و خطرات آن زمان در سفر و شکار می‌گذرانید و بسیاری از کارگزاران حکومتی که چندان علاقه و شاید بنیه‌ای برای این کار نداشتند با خود همراه می‌کرد که حتی گاه به مرگ برخی از آنان که از لحاظ سنی فرتوت بودند منجر می‌شد؛ چنان که عین‌الملک که مورد محبت شاه بود در منطقه کن در شمال غربی تهران در حین شکار شاهانه جان داد که موجب تکدر خاطر شاه را فراهم کرد به طوری که از آن سال دیگر برای شکار به کن نرفت.
شکار در سراسر مملکت برای همه مجاز بود به استثنای شکارگاه‌های سلطنتی که در مجاورت پایتخت بود و سخت تحت حفاظت شکاربانان قرار داشت و این شکاربانان طبق معمول در قبال گرفتن رشوه شکارچیان را بدان مناطق راه می‌دادند.
مراکز شکار اطراف تهران عبارت بودند از: کَن، دوشان‌تپه، دره لار، شهرستانک، سُرخه‌حِصار و قلعه حسن خان است و البته در مسافرتهای طولانی مناطق بسیاری از ایران در زمرهٔ مناطق قُرُق شده قرار می‌گرفتند. از جمله حیواناتی که شکار می‌شدند عبارت بودند از: کفتار، گرگ، شغال، روباه، یوزپلنگ، سیاه‌گوش، شیر بی‌یال خوزستان، پلنگ، خرس، قوچ‌ومیش، کل‌وبز و آهو.
دوستعلی معیری (معیرالممالک) یک روز شکاری ناصرالدین شاه را چنین گزارش می‌کند:

جاجرود محل جدید شکار شاه شد. سالی دو یا سه مرتبه و هر مرتبه یک هفته تا دوازده روز آنجا می‌ماند و ساختمانی وسیع در آنجا بنا کرد. قرق جاجرود سال‌ها طول کشید و بدین دلیل جنگل انبوهی به طول دو فرسخ در آن شکل گرفت...صبحها شاه به شکار می‌رفت و اغلب بر بلندی‌ها برآمده و می‌گفت تا قوش‌ها را به کبک اندازند و پس از زمانی تماشا به قوشبانانی که قوششان هنری می‌نمودند انعام می‌داد. سپس به شکار بزرگ یعنی کل یا قوچ می‌رفت. پس از ناهار ساعتی روزنامهٔ فرانسه در حضورش خوانده می‌شد. آنگاه به رسیدگی عرایض و صدور دستخط می‌پرداختند.

وسایل شکار در این سفرها به غیر از تفنگ در وهلهٔ اول سگ تازی بود که هیچ خرگوشی از دست او ایمن نبود و در شکارهای هوایی و پرندگان از باز و قوش تربیت شده‌استفاده می‌شد. جالب اینجاست که گوشت شکار نیز داستانی برای خود داشت. بدین صورت که حیوانات صید شده با چاپارهای سریع‌السیر به صاحب‌منصبان و عالی‌مقامان حاضر در اردو یا در شهر و همچنین سفارتخانه‌های اروپایی فرستاده می‌شد و همراه آن نامه‌ای از طرف میرشکار دربار فرستاده می‌شد که ضمن آن یادآوری می‌گردید که همهٔ شکارها به دست مبارک اعلیحضرت انجام گرفته‌است. در مقابل نیز آن مقامات چندین برابر قیمت شکار را برای شاه می‌فرستادند که به جیب خاصهٔ شاهانه می‌رفت و درآمد هنگفتی می‌شد. فرستادن گوشت شکار برای کسی نشانه ابراز عواطف و عنایات شاهانه به‌شمار می‌رفت و ترک آن خود دلیلی بر نارضایتی خاطر ملوکانه بود این هم بعد سیاسی شکار!
میانکاله در گذشته از طبیعتی بسیار غنی‌تر از امروز برخوردار بود و علاوه بر پرندگان پرشمار یکی از بهترین زیستگاه‌های پستانداران بزرگ ایران از جمله ببر مازندران نیز به‌شمار می‌رفت. ظل‌السلطان در یکی از قشون‌کشی‌های خود به میانکاله برای سرکوب دزدان و راهزنان که در این منطقه و جزایر آشوراده پناه گرفته بودند از شکار تعداد زیادی ببر، پلنگ، مرال (گوزن بزرگ)، قرقاول، گاو و گاومیش وحشی و تعداد شوکا (گوزن کوچک) خبر می‌دهد. امروزه مدت‌هاست که نسل تمامی این جانداران به جز قرقاول منقرض شده و یکی از دلایل آن نیز همین کشتار عجیب ظل‌السلطان و سپاهیانش بوده است.

## دوران پهلوی
در دوره پهلوی بیشتر شکارها توسط ثروتمندان انجام می‌شود. در این دوره شکارگاه‌های (مصنوعی) سلطنتی در گوشه و کنار ایران ایجاد گردید. اداره شکاربانی دربار زیرنظر خانواده آتابای (ابوالفتح و کامبیز) دارای ارج و قرب زیادی بود. از میان خانواده پهلوی، عبدالرضا پهلوی تبدیل به شکارچی بین‌المللی شده بود و حتی در بسیاری از کشورها که ارتباط چندانی هم با ایران نداشتند (مانند کره شمالی و مغولستان) به شکار نایاب‌ترین گونه‌های حیات وحش می‌پرداخت. از مجموعه شکارهای وی موزه نسبتاً وسیعی در کاخ سعدآباد شکل یافته‌است.